# شهریری (نیک‌شهر)
شهريري، روستایی از توابع بخش مرکزی شهرستان نیک‌شهر(55کيلومتري نيکشهر )در استان سیستان و بلوچستان ایران است

## جمعیت
این روستا در دهستان چاهان قرار دارد و براساس سرشماری مرکز آمار ایران در سال ۱۳۹۰، جمعیت آن۷۰۰ نفر(۱۵۰خانوار) بوده‌است.